# Acroloxus
Acroloxus – rodzaj ślimaków z rodziny przyczepkowatych (Acroloxidae), o charakterystycznej, czapeczkowatej muszli, występujących w wodach słodkich w Eurazji oraz, jeden gatunek, w Ameryce Północnej. W Polsce występuje jeden gatunek: przyczepka jeziorna.

## Systematyka
Rodzaj opisany przez H. Becka w 1838 roku, gatunkiem typowym jest przyczepka jeziorna (Acroloxus lacustris). Przez długi czas klasyfikowany w rodzinie przytulikowatych (Ancylidae) ze względu na podobieństwa w morfologii muszli. Ze względu na odrębność pod względem anatomicznym, embriologicznym i genetycznym wydzielony do osobnej rodziny. Według niektórych autorów rodzaj Acroloxus jest jedynym rodzajem rodziny Acroloxidae.

## Występowanie
Przedstawiciele rodzaju występują głównie w północnej Eurazji, ponadto tylko jeden gatunek – A. coloradensis, o charakterze reliktowym, występuje w Górach Skalistych w północno-zachodniej części Stanów Zjednoczonych oraz w Kanadzie. W Polsce rodzaj jest reprezentowany przez gatunek typowy: przyczepkę jeziorną.

## Budowa

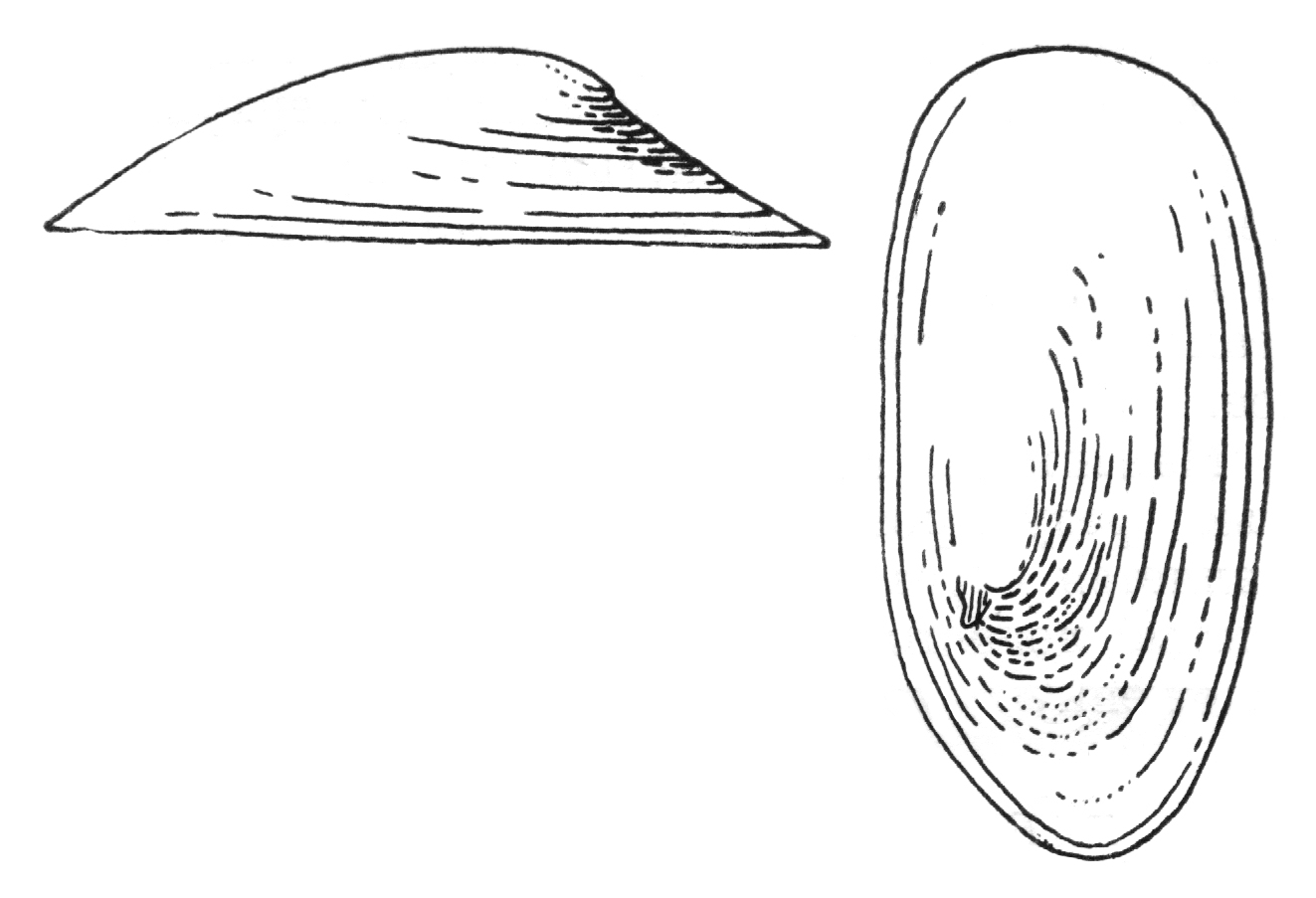
Rysunek muszli przyczepki jeziornej – widoki z góry i z boku. Widać wyraźnie odchylony na lewo od płaszczyzny strzałkowej szczyt muszli.

Niewielkie ślimaki o lekko asymetrycznej, nieskręconej, czapeczkowatej muszli, jej szczyt jest wygięty w dół ku tyłowi. Wierzchołek muszli jest wyraźnie odchylony w lewą stronę. Otwór muszli jest wąskoeliptyczny. 
Ciało wykazuje organizację prawostronną. Ujście nerki, przewodu pokarmowego i dróg płciowych znajdują się na prawej stronie ciała. Jama płaszczowa jest silnie zredukowana, płuca brak. Nerka wydłużona, rureczkowata, silnie poskręcana, znajduje się w prawym płacie płaszcza. Brak żołądka mięśniowego. Nibyskrzele jest małe, znajduje się po prawej stronie ciała. Charakterystyczną cechą jest brak rozwidlenia głównego zęba na krawędzi tnącej środkowej płytki raduli.
Haploidalna liczba chromosomów: n=18 (podczas gdy u Ancylidae: n=15).

## Biologia i ekologia

### Zajmowane siedliska
Zasiedlają różne typy wód, głównie wody stojące.

### Odżywianie
Zdrapywacze, żywią się glonami i mikroorganizmami peryfitonowymi porastającymi rośliny i zanurzone przedmioty oraz detrytusem.

### Oddychanie
Pomimo tego, że klasyfikowane w obrębie ślimaków płucodysznych, zwierzęta oddychają tlenem rozpuszczonym w wodzie, funkcje oddechowe spełnia skóra płaszcza i nibyskrzele. Nie wynurzają się dla zaczerpnięcia oddechu.

### Rozmnażanie
Obojnaki.

## Lista gatunków
Do rodzaju Acroloxus zaliczane są następujące współczesne gatunki:
- Acroloxus baicalensis Kozhov, 1936
- Acroloxus coloradensis (Henderson, 1930)[6]
- Acroloxus culicoides (d'Orbigny, 1835)
- Acroloxus egirdirensis Shirokaya, 2012
- Acroloxus improvisus Poliński, 1929[5]
- Acroloxus kolhymensis Prozorova & Starobogatov, 1998
- Acroloxus lacustris (Linnaeus, 1758)[5] – przyczepka jeziorna
- Acroloxus likharevi Moskvicheva, Kruglov & Starobogatov, 1991
- Acroloxus macedonicus Hadžišče, 1959[5]
- Acroloxus orientalis Kruglov & Starobogatov, 1991
- Acroloxus pseudolacustris Glöer & Pešić, 2012
- Acroloxus tetensi (Kuščer, 1932)[5]

oraz gatunki wymarłe, znane tylko ze szczątków kopalnych:
- † Acroloxus actinophorus C.A. White, 1886
- † Acroloxus anatolicus Schütt in Schütt & Kavuşan, 1984
- † Acroloxus arenarius (Cossmann, 1889)
- † Acroloxus aspis Kadolsky, 2020
- † Acroloxus berellensis (de Laubrière & Carez, 1881)
- † Acroloxus croaticus (Brusina, 1902)
- † Acroloxus decussatus (Reuss, 1849)
- † Acroloxus deperditolacustris (Gottschick, 1911)
- † Acroloxus dutemplei (Deshayes, 1863)
- † Acroloxus involutus (Pavlović, 1903)
- † Acroloxus korys Kadolsky, 2020
- † Acroloxus lingulata (F. Sandberger, 1880)
- † Acroloxus matheroni (de Boissy, 1848)
- † Acroloxus michaudi (Locard, 1878)
- † Acroloxus minutus (Meek & Hayden, 1856)
- † Acroloxus ucrainicus Gozhik & Prysjazhnjuk, 1978